# Figueroles
Figueroles település Spanyolországban, Castellón tartományban. Figueroles L'Alcora, Costur, Lucena del Cid és Les Useres községekkel határos. Lakosainak száma 518 fő (2024).

## Népesség
A település népessége az elmúlt években az alábbi módon változott:
| Lakosok száma | 588  | 562  | 571  | 584  | 583  | 549  | 542  | 523  | 531  | 518  |
|               | 2001 | 2004 | 2006 | 2009 | 2011 | 2014 | 2016 | 2019 | 2021 | 2024 |